# Исламски закони о исхрани
Исламски закони о исхрани или Халал храна представљају низ прописа из Курана датих у Шеријатском закону, којих се придржавају припадници исламске вероисповести, а односе се на на врсту хране која се сме конзумирати, као и на начин њене обраде и припреме. Ови прописи такође се односе и на пиће. Појам халал (арап. حَلَال) на арапском значи „дозвољено”, односно „легално”, а користи се за храну и пиће који су допуштени, насупрот харам (арап. حَرَامْ), односно недопуштеној храни и пићу.

## Дозвољена и забрањена храна
Појам халал користи се за храну и пиће који су допуштени припадницима исламске религије, односно муслиманима. Постоје и они прехрамбени производи чија је конзумација у потпуности забрањена, односно харам. То су у првом реду свињетина, алкохолна пића и производи припремљени од крви животиња. Није допуштено ни месо животиња које нису заклане према прописима шеријатског закона, што се може установити према изгледу меса. Је ли нешто харам или халал зависи и од начина на који је храна припремљена и обрађена, па су тако јела припремљена са алкохолом, машћу, желатином и сл. забрањена, док су иста та јела припремљена без забрањених намирница - дозвољена. Потрошачи халал хране морају бити упознати са пореклом додатака намирницама, како би знали могу ли је конзумирати.

### Дозвољена храна и пиће
Муслиманима је дозвољено да једу оно што је "добро" (Кур'ан 2: 168), то јест, храна и пиће идентификовани као чисти, здрави, хранљиви и пријатног укуса. У принципу, све је дозвољено (халал), осим онога што је посебно забрањено. За храну се могу користити сви делови дозвољених животиња, осим крви. Под одређеним околностима, чак и забрањена храна и пиће могу се конзумирати без чињења греха, јер "закон нужности" дозвољава забрањене радње ако не постоји никаква оправдана алтернатива. На пример, у случају да би због непостојања халал хране могло доћи до глади, сматра се да није грешно конзумирати забрањену храну и пиће.
Кухињски прибор који се користи за припрему нехалал хране може се поново сматрати халалом након што се санира према верским законима.

### Животиње чије се месо које се не сме конзумирати на било који начин
- свиња и дивља свиња,
- све животиње месождери,
- птице грабљивице,
- штеточине (као што су мишеви, пацови, стоноге, шкорпиони),
- инсекти које је према исламу забрањено убијати – мрави и пчеле,
- инсекти који се сматрају одвратним (попут мува и црва),
- животиње које живе и на обали и у води (као што су жабе и крокодили),
- мула и домаћи магарац,
- све отровне и опасне морске животиње.

Тако ђе је забрањено јести и следеће месо:
- крв и производи направљени од крви,
- мртво месо, односно месо животиње која није заклана,
- месо животиње која је умрла од електричног удара, дављења или тупе силе,
- месо животиње коју су растргле дивље животиње,
- месо животиње које је жртвовано идолима[4]

У циљу што бржег напредовања животиње и постизања што веће тежине, оне се хране посебно произведеном храном, која врло често има у себи садржаја који су вернику забрањени у исхрани. Уколико се животиња храни уобичајеном храном, а повремено и нечистом, потребно је пре клања такву животињу затворити, односно не дозволити да једе нечисту храну већ само чисту, како би се очистила, а најмањи период чишћења животиње јесте три дана. Уколико је животиња храњена искључиво нечистом храном, која садржи крв, животињске остатке, и слично, који се мељу, суше и уз одређене додатке претварају у разне облике животињске хране, њено месо се мора избегавати.

#### Клање животиња по шеријатском закону
Први од услова који Куран налаже је да предмет којим се животиња коље мора бити довољно оштар да у једном потезу, на брз и милосрдан начин, пререже оно што је потребно приликом клања - душник, ждрело и две вратне жиле. Уколико због одређених околности то није могуће учинити, животињи се зарива оштар предмет у срце, како би се савладала и како би крв истекла. Нож мора да буде оштар, очишћен од крви заостале од претходног клања. После клања мора се месо оставити да сва крв из њега исцури. Важно је такође да се води рачуна о добробити животиње, да се рецимо не коље пред другим животињама, не види нож којим ће бити заклана и сл.
Још један услов је да се приликом клања не спомиње ничије друго име осим имена Узвишеног Аллаха. Из овога се закључује да уколико особа која коље спомене име неког другог, односно закоље у име неке особе или лажног божанства, месо дотичне животиње је харам, јер оно добија статус жртве, што је строго забрањено. Спомињање Аллаховог имена при клању сведочи постојање свести код особе да то чини у име Аллаха, тражећи Његово допуштење и благослов, јер је једино Аллах господар живота и смрти и једино он има право да одузме живот.
Конзумирање хране коју припреме ехли китабије (следбеници Књиге - Јевреји и хришћани), а самим тим и меса животиње коју они закољу је дозвољено, под условом да се ради о храни која је чиста, то јест не садржи оно што се по прописима Шеријата сматра нечистим. Такође и да приликом клања животиње не буде изговорено ничије друго име (нпр. име Исуса и слично). Овим се хришћани и Јевреји не условљавају да приликом клања изговарају „у име Аллаха“ већ је услов да не изговарају име некога другог. Уколико при клању животиње кажу „у име Бога“, дозвољено је јести, јер је Бог Аллах (и мимо Њега нема других богова), уз спомињање Аллаховог имена, непосредно пре јела.
Уколико особа приликом клања пропусти да спомене Аллахово име, исламска улема прави разлику између две ситуације: када то чини намерно и свесно, омаловажавајући овај пропис, и када је пропуст резултат заборава или немара. Када особа заборави изговорити Аллахово име без  намјере или жеље за омаловажавањем, а испуне се остали услови, такво месо је дозвољено јести, јер се претпоставља да све што верник чини јесте у име Аллаха. У ситуацијама када се намерно изостави изговарање Аллаховог имена месо заклане животиње није дозвољено јести.
Ова правила се не односе на рибу или друге водене животиње, које се сматрају халал храном.

### Намирнице које се не смеју конзумирати
- опојни напици, што укључује и сосове или течности за припрему хране који могу садржати алкохол, као што је соја сос.[4]
- животињска маст и сало
- житарице припремљене са харам намирницама
- екстракт ваниле, јер је један од састојака алкохол
- желатин јер је најчешће свињског порекла
- глицерол, моно и диациглицерол јер су најчешће животињског порекла

Осим тога, забрањени су и они производи који су током транспорта и складиштења могли бити у додиру са забрањеним намирницама.

## Халал храна у немуслиманским друштвима
Халал храна доступна је широм света, а такође је прихватљива за све животне доби и припаднике других религија, а све намирнице су здравствено исправне. Намирнице које носе ознаку Халал морају бити припремљене према Халал стандарду.
Тренутна вредност тржишта на којем се тргује Халал сертификованом храном и прехрамбеним производима у целом свету има велику вредност и стално је у порасту. Број становника муслиманске вероисповести у свету је око 1,7 милијарди и све је већа тражња за сертификованом Халал храном у државама са популацијом муслиманске вероисповести. Од укупног промета храном и производима на светском нивоу, Халал тржиште обухвата 1/6 укупне глобалне трговине. Осим тога, две трећине купаца халал производа у Европској унији су немуслимани, јер се ови производи сматрају додатно провереним и квалитетним. Имплементацијом Халал стандарда добија се нови квалитет, нова тржишта и нови потрошачи, а не губи се ништа. У зависности од индустрије, може се десити да захтеви стандарда поскупе саму производњу, али је профит од продаје свакако много већи.
Халал храна служи се и у свим бољим хотелима, ресторанима, као и на авионским летовима већих авио компанијама.

### Халал стандард
Халал стандард чини сет правила и смерница за производњу и припрему хране у складу са исламским верским обичајима. Највећи број захтева Халал стандарда су идентични са HACCP системом и ISO 9001 стандардом. Халал је применљив на различите врсте производа и услуга: храну, козметику, лекове, одећу, обућу, намештај, туризам и угоститељство, шпедицију, банкарство и берзанско пословање... Најчешће се примењује у прехрамбеној и фармацеутској индустрији, као и производњи козметике.
Захтеви које Халал ставља пред произвођаче су најстриктнији када је у питању месна индустрија. Да би месо било Халал, клање дозвољених животиња мора бити у складу са следећим захтевима: животиња која се коље мора бити пажљиво третирана, здрава и жива, а особа која обавља чин клања мора бити психички здрав и оспособљен за ту активност. Забрањено је да то ради особа под дејством алкохола, а такође је забрањено да то ради неко ко није муслиман, хришћанин или Јеврејин, јер само они знају шта значи помен божијег имена приликом клања. Прописане су и методе обуздавања приликом клања.

### Процес сертификације
Да би један производни процес добио Халал сертификат потребно је да се примени низ контролисаних поступака који су у складу са исламским прописима, како би производ или услуга муслиманима били прихватљиви за конзумирање или коришћење. Халал сертификација није у класичном систему сертификације и акредитације. Сертификате за овај систем додељују организације овлашћене од стране исламске верске заједнице. Након тога се спроводи поступак у коме се утврђује да ли су сировине које се користе у производњи дозвољене и по испуњењу предвиђених услова издаје се Халал сертификат који потврђује халал статус производа и одобрава се употреба Халал знака на паковању производа. Сертификат важи једну годину, током ког времена се врши редовна контрола. У случају било каквог одступања од стандарда, Агенција одузима сертификат, производи се повлаче са тржишта и покреће се одговарајући поступак.
Током производње и припреме халал хране постоји много начина да се она „охарами”. На пример, риба спремљена са вином, различити колачи и сладолед који садрже рум, ликер или било коју врсту алкохола. Многи прехрамбени производи садрже емулгаторе који служе да продуже рок трајања или дају одређена својства храни, као што су боја, укус и слично. Многи од њих су животињског порекла, што их чини неприхватљивим. Типичан пример су желатинасте масе које се често користе у прехрамбеној и фармацеутској индустрији. Ту је такође и опасност од такозване кросконтаминације, односно могућности да у процесу производње или припреме хране дође до контакта халал и харам састојака, што би поништило исправност укупног производа. То конкретно значи да се не сме користити исти прибор или посуђе за спремање халал и не-халал хране, мора се водити рачуна о састојцима средстава за чишћење (не смеју да садрже алкохол), а производне линије за производњу халал хране морају бити потпуно одвојене од других линија.

## Халал стандард у Србији и региону
У Србији постоји званична организација за доделу Халал сертификата Халал агенција Исламске заједнице Србије. Халал стандард Србије (HSS-2009) представља основни систем упутстава за припремање, складиштење, чување, транспорт, излагање и продају прехрамбених, али и фармаколошких, козметичких и осталих халал производа, сировина или услуга. Производња сертификоване халал хране почела је и у земљама региона: Хрватској, Црној Гори, Босни и Херцеговини, Словенији, Македонији и Албанији. У Сарајеву се већ неколико година организује међународни "Сарајево Халал сајам" (Sarajevo Halal Fair).
Један од познатијих српских брендова на чијим паковањима се налази ознака „халал“ је Плазма кекс, као и производи предузећа Перутнина Птуј из Бачке Тополе. У Србији има више од 50 предузећа, претежно у прехрамбеној индустрији, која послују по халал принципима.
Током мигрантске кризе у прихватним центрима у Србији мигрантима исламске вероисповести припремана је халал храна.

### Халал туризам и угоститељство у Србији
Осим у прехрамбеној индустрији халал стандарди се уводе и у туризам. Неколико хотела на Копаонику, Златибору и у Београду прошло је процес халал сертификације. У Београду такође послује и неколико ресторана, ћевабџиница и бурегџиница са Халал сертификатом, а код Бајракли џамије отворен је и први „Халал шоп”.
Стандарди за халал хотел:
- хотел мора да има посебан начин припремања хране,
- хотел мора да обезбеди места за молитву,
- у собама се мора налазити Куран, бројаница, распоред молитви,
- у оквиру хотела морају постојати одвојени базени за мушкарце и жене, а такве морају бити и плаже,
- у оквиру хотела забрањено је пушење.[16]

## Разлике и сличности између кошер и халал прописа
Занимљиво је да ислам има доста заједничког са јудаизмом у погледу правила исхране, иако је у многим другим областима фокусиран на утврђивање разлика између Јевреја и Муслимана. Сличност у законима у исхрани је вероватно наслеђе сличне етничке везе у далекој прошлости.
Халал свој извор има у Курану, кошер у Тори, односно Старом завету). Постоје забрањене и дозвољене животиње, с тим што је према кошеру број врста које се могу јести мањи. у обе религије постоје детаљни прописи на који начин животиња која ће служити мора да буде убијена, при чему важи слично правило: то се мора обавити једним потезом и сва крв мора да истекне. Овај поступак има утемељење и у науци. Потврђено је да је месо животиње која не зна да ће бити убијена укусније. Што се тиче поврћа и воћа, сво је халал, док је за кошер неопходно да су очишћене од инсеката. Кошер исхрана подразумева строго одвајање месног и млечног, које се никако не сме конзумирати у једном оброку, што не важи и за халал исхрану. Што се тиче морских животиња, према јеврејским законима о исхрани могу се јести само оне које имају и пераја и крљушти (рибе и то не све), до исламски закон гледа на све облике водног живота као на халал. Такође, свако алкохолно пиће је према халалу забрањено, док је према кошер правилима алкохол дозвољен, са изузетком производа од грожђа који морају бити справљени од стране верујућих Јевреја.